# Malungsdräkten

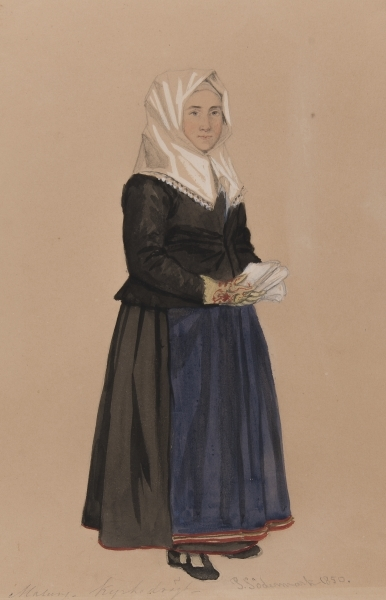
Malung, Kyrkdrägt Kvinna i kyrkdräkt. Akvarell av P Södermark 1850 - Nordiska museet - NMA.0070024 (3)

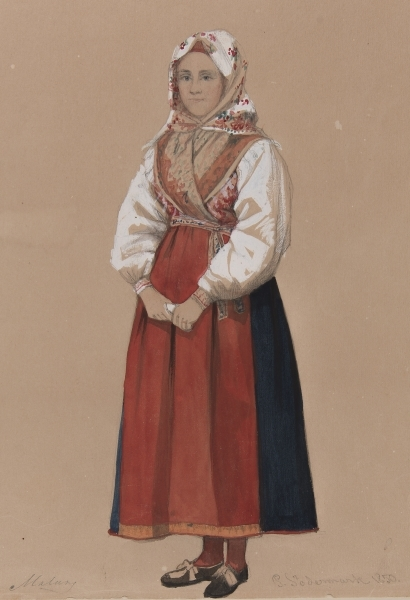
Malung. Kvinna i dräkt. Akvarell av P Södermark - Nordiska museet - NMA.0070022

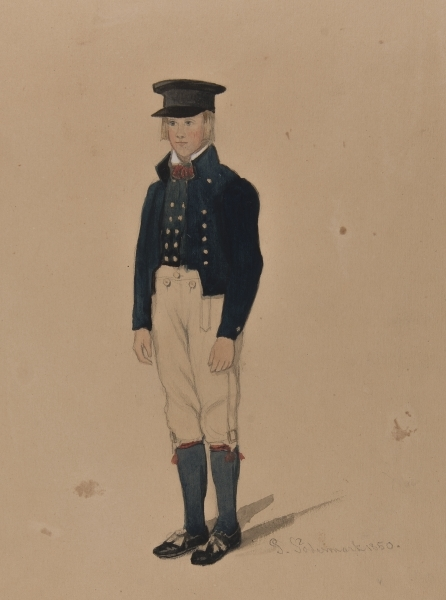
Pojke i dräkt. Akvarell av P Södermark 1850 - Nordiska museet - NMA.0070025

Malungsdräkten är en sockendräkt (eller bygdedräkt) från Malungs socken i Dalarna.
Malungsdräkten kom ur allmänt bruk under 1870-talet. Såsom Malungsdräkten bärs allmänt idag har den sett ut sedan 1892 när järnvägen till Malung invigdes. Inför invigningen skulle välkomstkomitén vara klädd i den gamla Malungsdräkten och den kom då att standardiseras något och en del varianter föll i allmän glömska.

## Galleri

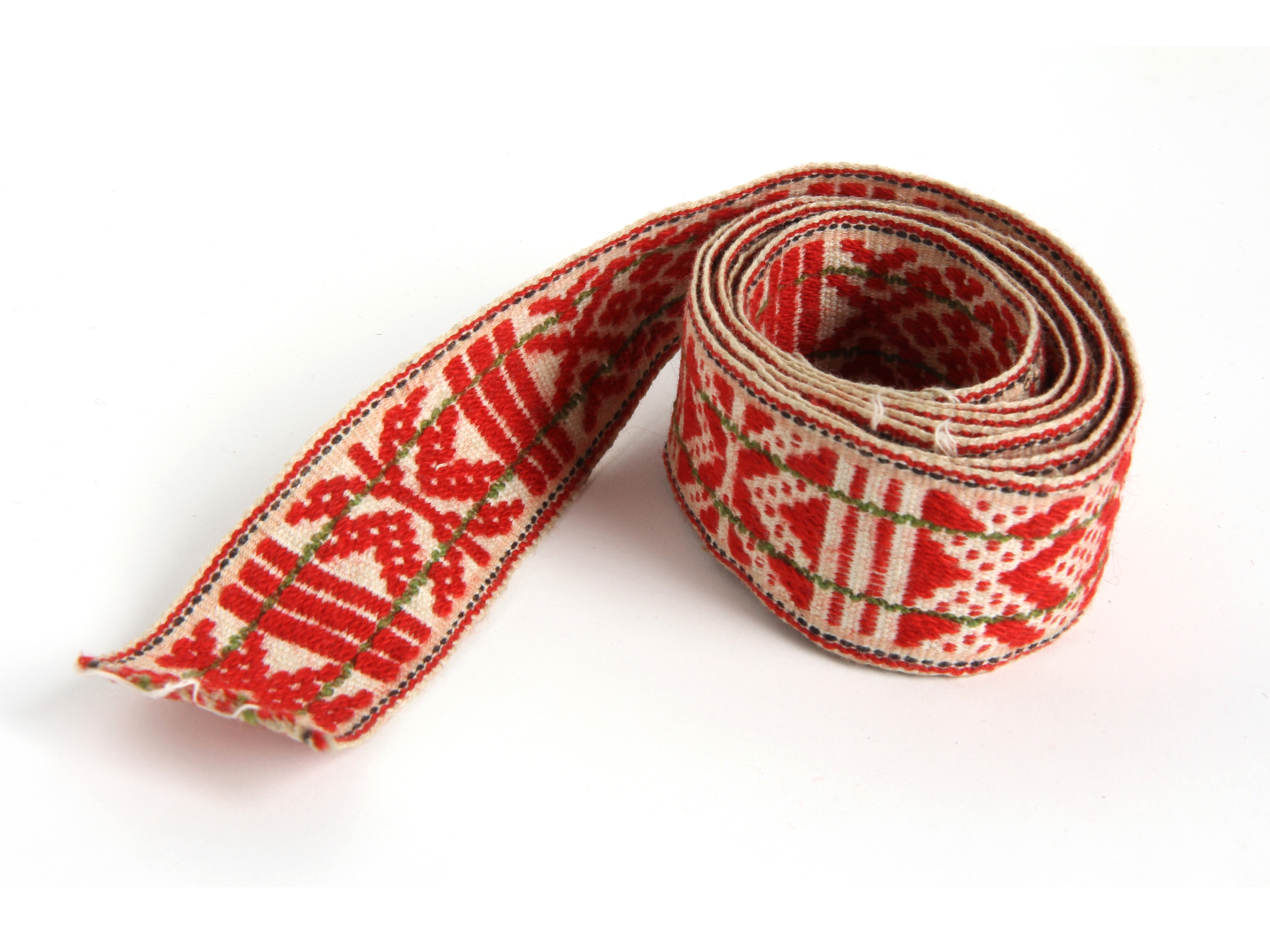
Kringsband från Malung.